# Az incidens (Lost)
2009. május 13-án került először adásba az amerikai ABC csatornán a sorozat 102. és 103. részeként. Damon Lindelof és Carlton Cuse írta, Jack Bender rendezte. Az epizód Jacob-centrikus.
|  | Alább a cselekmény részletei következnek! |

## Az előző részek tartalmából
Daniel Faraday visszatért a Szigetre, mikor értesült róla, hogy az Oceanic Six pár tagja az 1977-es évbe került, ahol Sawyerék is tartózkodnak. Azt tervezte, hogy megváltoztatja a jövőt, így elkerülik a repülőgép lezuhanását. Ehhez szerinte az szükséges, hogy a Hattyú állomásnál bekövetkező incidens idején felszabaduló mágneses energiát hatástalanítsák egy hidrogénbombával.

## Sziget, 1800-as évek
Egy szőkés barna hajú, 30-as éveiben járó, fehér inget viselő férfi egy szőnyeget sző aprólékos munkával. Aztán kimegy a partra, kiveszi a vízből a csapdáját, felvágja a benne lévő halat, megsüti egy forró sziklán, majd leheveredik a homokba, hogy reggelije elfogyasztása közben a közeledő hajót nézze, ami nagy valószínűséggel a Fekete Szikla lehet. Hamarosan leül mellé egy másik, már őszülő férfi, ő fekete inget hord. Azon elmélkedik, hogyan találhattak rá a hajósok a Szigetre, de kérdését meg is válaszolja azzal, hogy a fehér inges hozta őket, hogy bebizonyítsa, neki van igaza. A korosodó férfi azt mondja, mindig ugyanaz a vége: idejönnek, harcolnak, pusztítanak, züllesztenek. A fiatalabb szerint ez csak egyszer lesz így, minden más, ami előtte történik, csak felvezetés. A fekete ruhás férfi tudatja társával, nagyon szeretne végezni vele, de ezt nem teheti meg. Azonban egyszer találni fog egy kiskaput, és akkor megteszi, amit akar. Búcsúzóul ezt mondja a másiknak: „Mindig kellemes veled beszélgetni, Jacob. Ezt követően feláll, és távozik, mi pedig láthatjuk, hogy a jelenet a szobornál játszódott le, és végre azt is megtudjuk, hogy ez a szobor az egyiptomi Tawaret istennőt ábrázolja.

## Flashback, 1980-as évek
A kis Kate és barátja, Tom, bemennek egy boltba, hogy ellopjanak az uzsonnás dobozt az időkapszulájukhoz. A boltos észreveszi a cselt, azzal fenyegetőzik, hogy felhívja Kate anyját és a rendőröket, mikor odalép a kasszához Jacob, és felajánlja, hogy kifizeti a dobozt. A pénz átadása után leguggol a kislányhoz, megérinti az orrát, s megkéri, ne lopjon többet.

## A sziget, 1977
A tengeralattjárón már az altatókat osztogatják, mikor Kate felhozza, hogy vissza kell menniük, hogy megállítsák Jacket. Sawyer erről hallani sem akar, mivel barátai tönkretették az életüket a Dharmában, inkább azt szorgalmazza, hogy kezdjenek új életet a külvilágban, Jacknek pedig sok sikert kíván a bomba felrobbantásához.
Sayid a napló lapozgatása közben rájön, hogy nem kell az egész bombát elszállítaniuk, elég lesz csak a plutónium mag is, ahogy Daniel tervezte. Richard ellenzi ezt, ám Eloise szerint ezt kell tenniük. Mivel szorít az idő, Jarrah nekiáll szétszerelni a bombát.
Eközben megérkezik Radzinsky a Hattyú területére. Felháborodva veszi észre, hogy Chang leállíttatta a fúrást, mivel a fúró hőmérséklete hirtelen 60 fokkal megemelkedett. Úgy gondolja, nyugodtan újra lehet indítani a műveletet, hiszen a hűtésre ott van nekik rengeteg víz. Pierre akadékoskodik, de Stuart nem hajlandó megállni, ő valóra akarja váltani az álmot, hogy nekik megfelelő módon irányíthassák az elektromágnesességet. Így hát el is indítja a fúrót.
Locke 5 perc pihenőt ad a Többieknek. Sun Bent kérdezgeti Jacobról. Linus elmondja, hogy a Többiek vezetője a Sziget főnökének felel, ő pedig Jacob. Hogy hogyan néz ki, azt nem tudja, mivel még sosem látta őt. Néhány méterrel arrébb Richard azon gondolkodik, hogy lehet John életben, ha Benjamin megfojtotta, ilyen esetről még nem is hallott. A kopasz azzal válaszol, hogy ő sem hallott még olyan emberről, aki nem öregedik, ennek ellenére mégis létezik ilyen. Alpert közli, ezt a tulajdonságát Jacobnak köszönheti, mire Locke kijelenti, ő éppen azért akarja meglátogatni Jacobot, hogy megköszönhesse neki, hogy visszahozta őt az életbe. John felhozza, hogy ezt követően el kell intézniük az Ajira utasait is. Richard visszakérdez, mégis mit ért új vezetője ez alatt, mire a kérdezett azt feleli neki, tudja, hogy értette ezt.
Ilana-ék csónakja elérte a nagy szigetet. Bram érdeklődik, miért viszik magukkal Franket is? Erre a nő azt mondja, hogy talán ő is egy jelölt, még fontos lehet. Észreveszi, hogy a pilóta felébredt, így őt is bevonják a beszélgetésbe. Ilana leszögezi, hogy ők barátok, ezen kívül még kedvelik is Lapidust. Frank tudni szeretné, mi van a dobozban, amit magukkal vittek. A nő úgy gondolja, megmutathatják a láda tartalmát, így leveteti annak tetejét. Lapidus a látványra csak annyit mond, hogy félelmetes.

## Flashback, 1976
A gyerek James egy templom előtt a többi gyászolóval nézi, ahogy szülei koporsóit autókba teszik, hogy aztán a temetőbe szállíthassák őket. Később a lépcsőn üldögélve elkezdi megírni az igazi Sawyernek szánt levelet. Tolla kifogy, ekkor jelenik meg Jacob. Ad neki egy másik íróeszközt, közben megérinti a fiú ujjait. Kifejezi részvétét, majd távozik is. Néhány pillanat múlva megérkezik James bácsikája, Doug, aki elolvassa a levél eddig elkészült sorait. Megígérteti a fiúval, hogy sosem fejezi be a szöveget, hiszen nem tud változtatni a dolgokon, ami történt, megtörtént.

## A sziget, 1977
Kate még mindig próbálja rávenni Sawyert, hogy állítsák meg Jacket, azonban a férfi hajthatatlan. Közben a legénység egyik tagja meghozza az altatókat, ám Juliet hirtelen rátámad, lefejelteti vele az asztalt, minek következtében az ember ájultan esik hátra. Burke kiszabadítja magát, Kate-et, végül pedig Jamest is. A hármas kényszeríti a kapitányt, hogy vigye őket a felszínre, majd folytassa útját a külvilágba. Ford nyugalmuk biztosítása érdekében szétlövi a rádiót is.
Sayid sikeresen eltávolította a bomba magját, amit egy hátizsákba csomagol. Richard elmondja Jacknek, hogy 20 évvel korábban egy John Locke nevű férfi azt mondta neki, ő lesz a vezetőjük. Azóta háromszor is meglátogatta őt a külvilágban, de nem vett rajta észre semmi különlegeset. Alpert megkérdezi a dokit, ismeri-e Locke-ot? Shephard közli, hogy ismeri, és Richard helyében nem írná le őt.

## A sziget, 2007
John arról faggatja Bent, miért nem mondta el Richardnak, mit tervez Jacobbal? Linus felfedi, hogy mióta a halott lánya megfenyegette őt, másképp látja a dolgokat. Követnie kell vezetője minden parancsát, különben meghal. Locke ennek nagyon megörül, mert így legalább nem kell győzködnie Benjamint. Ben megkérdezi, miről kéne őt meggyőzni, mire a kopasz kijelenti, nem ő fogja megölni Jacobot, hanem Linus.
Los Angeles, 2005: Sayid és Nadia az utcán sétálva arról beszélgetnek, hova utazzanak házassági évfordulójuk alkalmából. Éppen egy gyalogos átkelőhelyen mennek át, mikor Jacob megszólítja Jarrah-t, hogy útbaigazítást kérjen. Nadia eközben megtalálja táskájában a napszemüvegét, ám a következő pillanatban elcsapja őt egy autó. Jacob egy pillanatra Sayid vállára helyezi kezét, majd az iraki odarohan haldokló feleségéhez, aki utolsó szavaival azt kéri tőle, hogy vigye haza.

## A sziget, 1977
Sayid végzett a bomba becsomagolásával, így elindulnak a kijárat felé. Richard egy kalapáccsal áttör egy falat, így feljuthatnak az egyik falubéli házba. Eloise felajánlja, hogy előremegy, mivel Jackkel ellentétben ő nem hezitálna, ha valaki az útjukba állna. Már indulna is, mikor Alpert leüti őt, és fegyvert fog a dokiékra. Közli velük, hogy egyedül kell továbbmenniük, nem engedheti, hogy a vezetője kockáztassa életét. Így a két férfi felmegy a házba, amit üresen találnak. Odakint még mindig szól a riasztó, közben pedig utasításokat osztanak az embereknek, többek között engedélyezik a fegyverek használatát, ha ellenséget látnak. Sayid rájön, el kell vegyülniük a többiek között, ezért felveszi Horace munkaruháját, és úgy hagyják el a házat. Néhány méter megtétele után észreveszi őket Roger Linus, és Jarrah hiába figyelmezteti, hogy nukleáris fegyver van nála, a férfi hasba lövi, majd a többi fegyveres is célba veszi őket. Shephard is használja pisztolyát, néhány támadót sikeresen leterít. Hamarosan megérkezik egy kisbusz is, amivel Jinék sietnek társaik segítségére. Jackék gyorsan beszállnak a járműbe, és elhajtanak.
Sawyerék egy mentőcsónakban eveznek a Sziget felé. A parton Kate megköszöni Julietnek, hogy kiállít mellette, James pedig közli, fogalma sincs, merre lehetnek. Ekkor a fák közül kirohan Vincent, akit már három éve nem láttak Fordék. Hamarosan meglátják Rose-t is, aki látszólag csöppet sem örül régi társainak. Pár másodperc múlva az időközben szakállat növesztett Bernard is megérkezik, aki szintén nem üdvözli kitörő örömmel Julietéket.
Miles a buszban aggódva veszi észre, hogy egy bombát is szállítanak. Jack próbálja ellátni Sayid sebét, majd kiadja Hurley-nek az utasítást, hogy menjenek a Hattyúhoz. Jin kérdésére válaszolva elmondja, talált egy lehetőséget arra, hogy újra együtt lehessen Sunnal.
Rose-ék elmondják társaiknak, hogy az elmúlt három évet együtt töltötték egy közösen épített faházban a tengerpart közelében, ami minden ember álma. Ők is csatlakozhattak volna a Dharmához, de inkább úgy döntöttek, félrevonulnak. Elraktároztak maguknak némi ételt, a biztonsági ellenőrzéseket is kerülték, így rejtve maradtak. Sawyerék felfedik, hogy Jacknél van egy bomba, aminek a felrobbantása mindegyikük életét kiolthatja. Bernardékat ez nem zavarja különösebben, nekik csak az számít, hogy ők együtt vannak. Rose útbaigazítja barátaikat, majd elbúcsúznak egymástól.

## A sziget, 2007
Frank már bánja, hogy megnézte a láda tartalmát. Bram elmondja, ezt meg akarják mutatni még valakinek, hogy megtudja, mivel áll szemben. Ez a valami pedig sokkal szörnyűbb a dobozban látottnál. Megnyugtatja a pilótát, hogy amíg mellettük van, nem lehet semmi baja, ők a jófiúk. Lapidus megjegyzi, hogy tapasztalatai szerint pont a jófiúk a rosszfiúk. Közben a csapat megérkezik Jacob kunyhójához. Bram észreveszi, hogy a házat körülvevő hamukör egy helyen megszakadt. Ilana felvállalja, hogy bemegy, és körülnéz.

## Flashback, 2007. előtt
Ilana szinte teljesen bekötözött arccal egy orosz kórházban fekszik. A nővér szól neki, hogy látogatója érkezett. Jacob az, aki oroszul elnézést kér tőle, hogy nem tudott előbb jönni. Ilana megköszöni neki, hogy egyáltalán meglátogatja. Jacob a segítségét kéri, a nő pedig megígéri, hogy segíteni fog.

## A sziget, 2007
Ilana belép a kunyhóba, körülnéz, de egy késsel a falba szúrt anyagdarabon kívül más használhatót nem talál. Kimegy, és elmondja Bramnek, hogy a keresett személy már jó ideje nincs ott, valaki más használta az építményt. Ezt követően megparancsolja a többieknek, hogy gyújtsák fel a házat, ezt meg is teszik. Bramet az új cél érdekli, ezért Ilana megmutatja neki a bent talált rongydarabot, ami a szobrot ábrázolja.

## Flashback, 2000
Jacob egy padon üldögélve egy könyvet olvas (Flannery O’Connor: Everything That Rises Must Converge), mikor hirtelen üvegcsörömpölés hallatszik, néhány pillanat múlva pedig Locke becsapódik a földbe pár méterrel a pad mögött. Jacob feláll, odasétál hozzá, megérinti a halottnak tűnő John vállát, aki ettől egyből magához tér. Jacob közli, minden rendben lesz, és sajnálja, hogy ez történt.

## A sziget, 2007
A Többiek elérték az Oceanic túlélőinek táborát, ami romokban haver. John úgy dönt, itt újabb pihenőt tartanak. Ő maga odamegy a magányosan ücsörgő Benhez, és megemlíti, hogy pont annak a bunkernek a lerobbantott ajtaja előtt ülnek, ahol először találkoztak. Ezt követően arról kérdezi, mi történt valójában, mikor először mentek Jacobhoz. Benjamin beismeri, egy üres székhez beszélt, azonban ő is meglepődött, amikor a tárgyak röpködni kezdtek a kunyhóban. Azért találta ki a történetet, mert nem akarta, hogy kiderüljön, ő még sosem látta Jacobot. Locke elfogadja a vallomást, és már távozna, mikor Linus megkérdezi, miért akarja, hogy megölje Jacobot? A kopasz leguggol, és elkezdi sorolni az érveit: Ben hűségesen szolgálta a Szigetet, mégis rákos lett; végig kellett néznie a lánya halálát; száműzött lett; mindezt pedig azért, mert egy olyan embert szolgált, akivel nem is találkozott. Éppen ezért inkább az lenne a kérdés, hogy miért ne akarná Ben megölni Jacobot? Kicsivel arrébb Sun megtalálja Aaron ágyát, abban pedig a gyűrűt, amit még Charlie tett oda halála előtt.

## Flashback, 2004. előtt
Jin és Sun esküvőjét láthatjuk. A szertartás után az ifjú pár a gratulációkat fogadja. Jacob is a vendégek között van. Koreaiul áldását adja az újdonsült házasokra, és arra kéri őket, becsüljék meg egymást, közben pedig mindegyikük karját megérinti. Ezt követően egy főhajtással távozik. Sun férjétől kérdezi, hogy ismeri-e, ám Jin sem emlékszik rá, hogy találkoztak volna. Azt azonban megjegyzi, hibátlanul beszél koreaiul.

## A sziget, 1977
Jack még mindig Sayid sebét ápolja. Miles arról kérdezi, hogy a bombával visszarobbantják-e magukat az időben, de a doki ezt cáfolja, és Straume szerint is hülyeség lenne. Jarrah közli, át kell alakítania a bombát, hogy ütésre robbanjon, és ezen kívül pont az incidensnél kell használniuk. Hurley ekkor hirtelen lefékez, mivel előttük áll Sawyer, Kate és Juliet, hogy megállítsák Shephardöt.

## A sziget, 2007
Már naplemente van, amikor Richard megállítja a csapatot. John megkérdezi, miért álltak meg, erre Alpert kivezeti őket a szoborból megmaradt láb közelébe, mivel ott lakik Jacob.

## A sziget, 1977
Sawyer kijelenti, beszélni akar a dokival. Jack először ódzkodik, ám James ragaszkodik hozzá, szerinte ennyit megérdemel. Csak elmondja, amit akar, utána Shephard azt csinál, amit szeretne. Jack végül beadja a derekát, így fegyverek nélkül eltávolodnak a többiektől.

## Flashback, 2000-es évek eleje
Jack egy tinédzser lányt operál, de véletlenül elvágja a durazsákját. Eluralkodik rajta a pánik, ezért apja rábeszéli, hogy csukja be a szemét, számoljon el ötig, majd javítsa ki a hibát. A műtét után Jack egy Apollo csokit venne az automatából, de az édesség beragad. Közben az apja közli vele, hogy a lány reagál a derék alatti ingerekre, nem bénult le. Az ifjabb Shephard szóvá teszi, hogy mindenki azt hiszi, azért lehetett csak rezidens, mert az apja is a kórházban dolgozik, most pedig megszégyenítette őt a csapata előtt. A fejéhez vágja, hogy nem bízik benne, mire Christian azzal felel, hogy nem ő nem bízik benne. Eközben Jacob is vett egy Apollo szeletet az automatából, ami kilökte Jackét is. Az egyiket átadja a dokinak, közben pedig megérinti a kezét.

## A sziget, 1977
Jackék leülnek, majd Sawyer elmeséli, hogy az apja 8 éves korában lelőtte az anyját, aztán végzett magával is, ő pedig ezt végighallgatta az ágy alól. Ez 1976-ban történt, azaz megtehette volna, hogy elhagyja a Szigetet, és megállítja apját, de nem tette, mivel ami történt, megtörtént. Szeretné tudni, mit rontott el elsőre a doki, hogy felrobbantson egy hidrogénbombát egy második esélyért. Erre Shephard azzal felel, hogy John 3 évvel korábban a bunker felé menet azt mondta, hogy az ittlétük a végzetük. James közli, ő nem a végzetről beszél, hanem arról, hogy az ember azért csinál valamit, mert magának akar jót. Jack elmondja, hogy Kate vele volt, de elvesztette. Ford meglepődik, hogy ennyi lenne az egész, és tudatja a férfivel, Austen a fák túloldalán van, ha vissza akarja szerezni, menjen oda, és mondja meg neki. A doki szerint már késő, azon kívül pedig letelt az 5 perc, így elindul vissza. Sawyer megpróbál azzal hatni rá, hogy ha felrobbantja a bombát, és sikerült megváltoztatni a múltat, akkor Kate és Jack nem fogják ismerni egymást, a nő börtönbe fog kerülni, azonban Shephardöt ez sem érdekli. James nem lát más megoldást, elkezdi ütni a dokit. Jack gyorsan észbe kap és viszonozza az ütések számát, és a földre küldi Sawyert.Sawyer ezután fejéhez vágja, hogy nem tehet meg mindent, csak mert visszatért a Szigetre. Jack másodszor is földre küldi Sawyert, de már látszik rajta, hogy ezt nem akarja folytatni. Sawyer"piszkos bunyós"-ként a földre küldi Jacket és elkezdi ütlegelni a fejét. Ekkor megérkezik Juliet és megszakítja a verekedést, mert hirtelen meggondolta magát, ő is a bomba felrobbantása mellett döntött.

## Flashback
Juliet szülei magukhoz hívják lányaikat, hogy közöljék velük, elválnak. Az anya szerint még így is szeretni fogják egymást, de attól, hogy két ember szereti egymást, nem kell együtt lenniük, ezt pedig a lányok is meg fogják érteni idővel. Juliet sírva elszalad, hogy ő nem akarja ezt megérteni.

## A sziget, 1977
Sawyer próbálja kiszedni Julietből, miért változott meg a véleménye. A nő végül felfedi, azért döntött így, mert látta, ahogy James Kate-re néz. Ford bizonygatni próbálja, hogy ő Burke-kel van, de a doktornő nem hagyja, hogy beszéljen. Kifejti, hogy Sawyer örökké vele maradna, ha hagyná, és ezért örökké szeretni is fogja, de az, hogy két ember szereti egymást, nem jelenti azt, hogy együtt is kell lenniük. Lehet, hogy sosem kellett volna együtt lenniük. Sírva hozzáteszi még, ha Jack terve sikerül, ők sosem ismerik meg egymást, és így sosem kell elválniuk.
A Hattyúnál Chang szól Stuartnak, hogy kiakadt a mágnesesség-mérő, ami annyit jelent, hogy elérték a mező tetejét, nem szabad folytatniuk a fúrást. Phil rádión értesíti Radzinskyt, hogy az ember, aki lelőtte Bent, megjelent a faluban egy bombával, majd néhány újonccal elmenekült. Stuart egyből rájön, hogy az építkezést akarják szabotálni, ezért megkéri Philt, hogy hozzon fegyvereseket. Jack közben egy dombról figyeli a területet. Kate is megjelenik, beszélgetni kezdenek. Kiderül, Austen azt akarja, hogy Aaron újra együtt lehessen anyjával. A doki szerint, ha beválik a terve, Claire-nél marad a gyerek, még az sem biztos, hogy örökbe fogja adni, ahogy eredetileg gondolta. Ekkor a Hattyú riasztója megszólal, de Radzinsky nem akarja leállítani a fúrást. Hamarosan elérkezik a megfelelő idő.

## Flashback, 2008. január
Hurleyt kiengedik a börtönből. Próbálja rábeszélni az egyik őrt, hogy hadd maradjon, de sikertelenül jár. Végül beszáll egy taxiba, amiben már ül egy másik ember, Jacob. Hugo először szabadkozik, de mikor megtudja, hogy utastársa úti célja közel van, úgy dönt, vele tart. Jacob elmondja, őt várta, ezért Reyes arra gondol, hogy ő is csak egy halott. Jacob tisztázza, ő egyáltalán nem halott, azért jött, hogy megkérdezze Hurleyt, miért nem akar visszamenni a Szigetre. Hugo közli, azért, mert ő egy elátkozott személy, miatta zuhant le a gép, és a barátai is miatta haltak meg, most pedig visszajárnak hozzá. Jacob szerint ez nem átok, inkább áldomás, Reyes pedig egyáltalán nem őrült. Hurley megkérdezi, kicsoda ő, ám ekkor Jacob úgy dönt, kiszáll az autóból. Búcsúzóul tudatja, hogy 24 óra múlva indul az Ajira 316-os járata az LAX-ről, ha akarja, szálljon fel rá. Miközben ezt mondja, megérinti Hugo karját. Kiszáll a taxiból, Reyes pedig utána szól, hogy otthagyta a gitárját. Jacob visszanéz, és azt mondja, az nem az ő gitárja.

## A sziget, 1977
Jack visszamegy a kisbuszhoz, ahol felveszi a Sayid által átalakított bombát, majd elindul a Hattyú felé. Közben találkozik a járműhöz tartó Sawyerrel és Juliettel is. Elbúcsúzik tőlük, aztán folytatja útját.

## A sziget, 2007
Richard még egyszer megkérdezi Locke-ot, biztos ezt akarja-e tenni, hiszen ha vár, Jacob meglátogatja őt. John kijelenti, unja már a várakozást, így Alpert elsétál vele a szoborhoz. Sun azt kérdezi Bentől, mi történt a szobor többi részével, mire Linus azt feleli, hogy már ilyen volt, mikor a Szigetre került, azonban ezt Kwon nem hiszi el. A kopasz szól Benjaminnak, hogy kövesse, ám ezt Richard nem véli jó ötletnek, mert Jacobbal csak a vezető találkozhat, és vezetőből egyszerre csak egy lehet a Szigeten. Locke szerint ezt a problémát biztos meg tudják oldani Jacobbal, amúgy meg kezdi azt hinni, hogy ezeket a szabályokat csak Alpert találja ki. Richard végül betolja a szobor falának egy részét, távozóban pedig megkéri Johnt, adja át üdvözletét. Odabent látják, ahogy egy teremből tűz fénye árad ki. A kopasz megkérdezi Bent, képes lesz-e megtenni, amire kérte. Ha igen, akkor a dolgok meg fognak változni, ezt megígéri. Benjamin elszánt arccal elveszi a vezetőtől a kést, majd elindulnak a terembe.

## A sziget, 1977
Miles felhozza, hogy talán maga a hidrogénbomba robbanása lesz az incidens, ezért nem kéne semmit se tenni, ám ahogy látja, erre a többiek nem gondoltak. Közben észreveszik, hogy Phil egy csapattal a Hattyú felé tart, így elhatározzák, hogy a doki segítségére sietnek.
A fegyveresek megérkeztek az építkezéshez, rögtön el is helyezkednek, hogy belássák a terepet. Jack is akcióba lendül, egyre közelebb merészkedik, de Phil kiszúrja, és tüzet nyitnak rá. Shephard visszalő, és a segítsége is megérkezik a busszal. Tűzpárbaj alakul ki, amit végül Sawyerék nyernek meg. Chang térdre kényszeríti Radzinskyt, James foglyul ejti Philt, és vele kényszeríti a többi biztonságit, hogy tegyék le a fegyvert. Pierre próbálja lekapcsolni a fúrót, ám sikertelenül jár, mivel már áttörték a mező falát, így a mágneses energia lefelé húzza a szerkezetet. Jack az akna fölé hajol a bombával, csakhogy elbizonytalanodik. Társai biztatására végül elengedi a szerkezetet. Mindannyian feszülten, könnyes szemmel várakoznak, de nem történik meg a robbanás. Viszont a mágneses mező elszabadult, a gödör mélyére rántja az összes fém dolgot. A fúr állványa is összeomlik, Chang keze pedig alászorul, Miles siet hozzá, hogy kiszabadítsa. A dokit fejbe vágja egy szerszámosláda, így elájul. Radzinsky menekülne, de a terepjárót is felborítja a mágnesesség. Phil elkap egy fegyvert, és Sawyerre fogja. Készül lelőni, ám ekkor egy újabb állvány dől el, ami maga alá temeti Philt, egy repülő vascső pedig a testébe fúródik. Juliet lábát elrántja egy lánc, és együtt megindulnak az akna felé. A nő megkapaszkodik egy csőben, Kate és James pedig a segítségére siet. Ford elkapja a kezét, Austen próbálja leszedni róla a súlyos láncokat, de nem éri el őket. Burke keze egyre inkább kicsúszik Sawyeréből, végül a doktornő is rájön, már nincs esélye. Utolsó szavaiként tudatja a férfivel, hogy nagyon szereti, majd elengedi a kezét, és a mélybe zuhan, magára hagyva a síró Jamest.

## A sziget, 2007
Richard vízzel kínálja Sunt, mikor megérkezik Ilana csoportja. Feltartott kézzel jelzik, hogy nem ellenségek, a nő még hangoztatja is, hogy nem rossz szándékkal érkeztek. Leteszik a fegyvert és a dobozt, majd Ilana Ricardus után kérdez. Alpert kilép a Többiek közül, és közli, igazából Richard a neve. Ilana megkérdezi tőle, mi fekszik a szobor árnyékában, mire Richard latinul válaszol: ”Ille qui nos omnes servabit” (magyarul: Ő, aki megvéd/megment minket). Ilana a válasz után bemutatkozik, és felnyittatja a ládát, a tartalmát a homokba borítják. Alpert közelebb megy, megnézi, mi az. Mikor meglátja, megkérdezi Braméket, hol találták. Ilana elmondja, a repülőgépük csomagterében volt egy koporsóban. Ezt követően láthatjuk, hogy a ládában Locke holttestét szállították. Sun felteszi a kérdést: ha John halott, akkor ki ment be a szoborba?
Ben szemügyre veszi a faliszőnyeget, mikor a terem sötét sarkában ülő Jacob megjegyzi, ő maga készítette. Ezt követően odaszól Johnnak, hogy úgy látszik, megtalálta a kiskaput, ebből rájöhetünk, hogy ő a rész elején látott fekete ruhás férfi. Locke helyesel, és hozzáteszi, hogy ehhez nagyon sok dolgon kellett átmennie. Elmondja Bennek, hogy bizonyos értelemben véve már találkozott Jacobbal, majd megkéri, tegye meg, amire kérte. Jacob választási lehetőséget ajánl Linusnak: vagy teszi, amire a vezetője kérte, vagy elsétál, és hagyja, hogy ők ketten intézzék el a problémáikat. Benjaminból kitör az elmúlt 35 évben összegyűlt sértettség: ő mindig kérdés nélkül végrehajtotta Jacob kéréseit, amit Richard hozott neki, de sosem találkozhatott vele, mert Alpert mindig nyugalomra intette. Most pedig John lett az új vezető, és úgy masírozhatott oda hozzá, mint Mózes. Megkérdezi a Sziget főnökét, hogy miért pont Locke-ot választotta, vele mi volt a gond, mi van vele? Jacob válaszára („Mi lenne veled?”) Ben sóhajt egyet, és kétszer beleszúrja a kést a férfibe. A sebesült összeesik, de annyi ereje még van, hogy figyelmeztesse támadóit: Jönnek. John ezt követően belelöki a tűzbe, és Linusszal együtt végignézi, ahogy Jacob elég.

## A sziget, 1977
Jack magához tér, és segít elvonszolni a még mindig síró Sawyert az akna közeléből, amibe pár másodperc múlva az egész állvány belezuhan. Odalent láthatjuk, hogy a zuhanást Juliet valahogyan túlélte, bár alig bír mozogni, és a vér is ömlik belőle. Észreveszi, hogy a közelében van a bomba. Összeszedi minden erejét, felemel egy követ, és csapkodni kezdi a szerkezetet. A nyolcadik ütésre végül felrobban a hidrogénbomba.